# Ильинская (река)
Ильинская — река на полуострове Камчатка в России.
Длина реки — 25 км. Протекает по территории Елизовского района Камчатского края.
Берёт начало на северном склоне одноимённой сопки. Впадает в бухту Вестник Тихого океана.
Названа русскими переселенцами из-за нерки, которая здесь идёт на нерест после Ильина дня, в августе.

## Данные водного реестра
По данным государственного водного реестра России относится к Анадыро-Колымскому бассейновому округу.
Код водного объекта в государственном водном реестре — 19070000212120000024173.